# Little Milton
Pour l’article homonyme, voir Little Milton (Oxfordshire).
James Milton Campbell, Jr. (7 septembre 1934 – 4 août 2005), plus connu sous le nom de scène Little Milton est un chanteur et guitariste américain de blues et de soul, célèbre notamment pour ses hits Grits Ain't Groceries et We're Gonna Make It.

## Biographie
James Milton Campbell, Jr. naît à Inverness dans le Delta du Mississippi et est élevé à Greenville par un fermier et musicien local. À l'âge de douze ans il apprend la guitare et devient musicien de rue principalement influencé par T-Bone Walker et ses contemporains. En 1952 alors qu'il est toujours un adolescent qui joue dans les bars, il est remarqué par Ike Turner qui est à l'époque chasseur de têtes pour le label Sun Records de Sam Phillips. Il signe un contrat avec ce label et enregistre un certain nombre de singles. Néanmoins aucun d'entre eux ne perce à la radio ni ne se vend bien et Milton quitte Sun label en 1955.
Après avoir tenté sa chance sans succès avec plusieurs autres labels (dont Trumpet Records), Milton s'engage avec le label de St Louis Bobbin Records qui passe un accord de distribution avec Chess Records de Leonard Chess. En tant que producteur il aide à rendre célèbre des artistes tels que Albert King et Fontella Bass tout en rencontrant lui-même le succès pour la première fois. Après plusieurs petits succès régionaux, son titre So Mean to Me entre dans le classement Hot R&B/Hip-Hop Songs de Billboard, atteignant même une 14e place.
Après une courte pause dans les tournées, passée notamment à enregistrer en studio, il revient en 1965 avec un nouveau son plus clair, similaire à celui de B. B. King.  Après Blind Man plutôt mal reçu (R&B: #86), il sort coup sur coup deux hits. Le premier We're Gonna Make It, un blues influencé par la soul, atteint le sommet des R&B charts et entre dans le Top 40 radio, un format alors quasiment réservé aux artistes blancs. Il enchaîne avec Who's Cheating Who? (#4 R&B). Les trois chansons sont sur son album We're Gonna Make It, sorti à l'été 1965.
Durant la fin des  années 1960 Little Milton sort plusieurs singles rencontrant un succès modéré mais n'enregistre pas de nouvel album avant 1969 et Grits Ain't Groceries, qui contient un titre à succès du même nom, ainsi que Just a Little Bit et Baby, I Love You. Avec la mort de Leonard Chess la même année, le distributeur de Milton, Checker Records, est désorganisé et il décide deux ans plus tard de rejoindre Stax. Ajoutant de orchestrations complexes à ses compositions il rencontre de nouveau le succès avec That's What Love Will Make You Do et What It Is de son album en concert What It Is: Live at Montreux. Il apparaît également dans le documentaire Wattstax, qui sort en 1973. En 1975, Stax, qui perd de l'argent depuis la fin de la décennie précédente, fait faillite.
Après son départ de Stax, Milton rejoint d'abord Evidence puis Mobile Fidelity Records (MCA), avant de trouver Malaco Records où il reste quasiment jusqu'à la fin de sa carrière. Son dernier single Age Ain't Nothin' But a Number sort en 1983 dans l'album du même nom. En 1988, Little Milton est admis au Blues Hall of Fame et reçoit un W.C. Handy Award. Son ultime album, Think of Me, sort en mai 2005 sous la marque Telarc.
Milton meurt le 4 août 2005 des complications d'un accident vasculaire cérébral.

## Discographie

### Albums

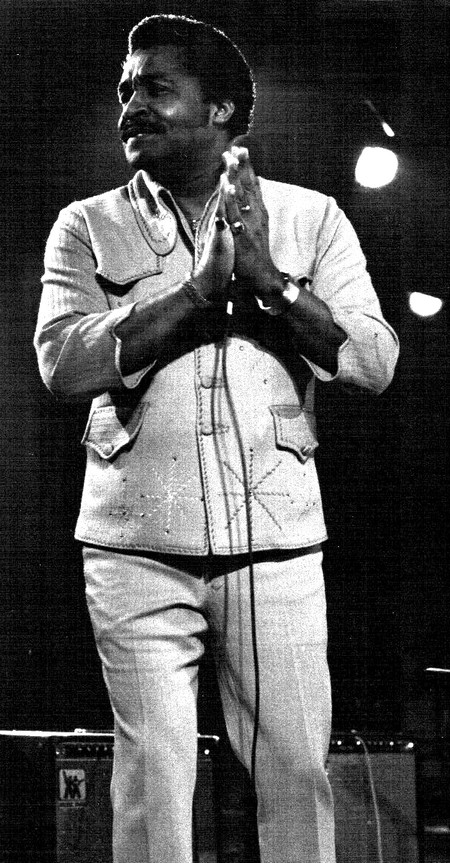
Little Milton à Bagneux en décembre 1982

| Titre                                                       | Année | Label            | Classement dans les charts |
| ----------------------------------------------------------- | ----- | ---------------- | -------------------------- |
| We're Gonna Make It                                         | 1965  | Chess            | R&B #3 U.S. #101           |
| Sings Big Blues                                             | 1966  | Checker          |                            |
| Grits Ain't Groceries                                       | 1969  | Stax             | R&B #41 U.S. #159          |
| If Walls Could Talk                                         | 1970  | MCA/Chess        | R&B #23 U.S. #197          |
| Waiting for Little Milton                                   | 1973  | Stax             | R&B #39                    |
| What It Is: Live at Montreux                                | 1973  | Stax             |                            |
| Blues 'n' Soul                                              | 1974  | Stax             | R&B #45                    |
| Tin Pan Alley                                               | 1975  | Stax             |                            |
| Friend of Mine                                              | 1976  | Glades           | R&B #50                    |
| Me For You, You For Me                                      | 1977  | Glades           |                            |
| Walkin' the Back Streets                                    | 1981  | Stax             |                            |
| The Blues Is Alright                                        | 1982  | Evidence         |                            |
| Age Ain't Nothin' But a Number                              | 1983  | Mobile Fidelity  | R&B #53                    |
| Playing for Keeps                                           | 1984  | Malaco           | R&B #55                    |
| I Will Survive                                              | 1985  | Malaco           |                            |
| Annie Mae's Cafe                                            | 1986  | Malaco           |                            |
| Movin' to the Country                                       | 1987  | Malaco           |                            |
| Back to Back                                                | 1988  | Malaco           | R&B #73                    |
| Too Much Pain                                               | 1990  | Malaco           | R&B #40                    |
| Reality                                                     | 1991  | Malaco           | R&B #57                    |
| I Need Your Love So Bad                                     | 1991  | Golden Ear       |                            |
| Strugglin' Lady                                             | 1992  | Malaco           | R&B #63                    |
| I'm a Gambler                                               | 1994  | Malaco           |                            |
| Live at Westville Prison                                    | 1995  | Delmark          |                            |
| Cheatin' Habit                                              | 1996  | Malaco           | Blues #14                  |
| For Real                                                    | 1998  | Malaco           | Blues #13                  |
| Welcome to Little Milton                                    | 1999  | Malaco           | Blues #10                  |
| Feel It                                                     | 2001  | Malaco           |                            |
| Guitar Man                                                  | 2002  | Malaco           | Blues #8                   |
| The Blues Is Alright: Live at Kalamazoo                     | 2004  | Varèse Sarabande |                            |
| Think of Me                                                 | 2005  | Telarc           | Blues #14                  |
| Live at the North Atlantic Blues Festival: His Last Concert | 2006  | Camil            |                            |

### Principaux singles
| Titre                                    | Année | Classement dans les charts |
| ---------------------------------------- | ----- | -------------------------- |
| So Mean to Me                            | 1962  | R&B #14                    |
| Blind Man                                | 1965  | R&B #86                    |
| We're Gonna Make It                      | 1965  | R&B #1 U.S. #25            |
| Who's Cheating Who?                      | 1965  | R&B #4 U.S. #43            |
| Man Loves Two                            | 1966  | R&B #45                    |
| We Got the Winning Hand                  | 1966  | U.S. #100                  |
| Feel So Bad                              | 1967  | R&B #7, U.S. #91           |
| I'll Never Turn My Back on You           | 1967  | R&B #31                    |
| Let Me Down Easy                         | 1968  | R&B #27                    |
| More and More                            | 1968  | R&B #45                    |
| Grits Ain't Groceries                    | 1969  | R&B #13, U.S. #73          |
| Just a Little Bit                        | 1969  | R&B #13, U.S. #97          |
| Baby, I Love You                         | 1970  | R&B #6, U.S. #82           |
| If Walls Could Talk                      | 1970  | R&B #10, U.S. #71          |
| Somebody's Changin' My Sweet Baby's Mind | 1970  | R&B #22                    |
| I Play Dirty                             | 1971  | R&B #37                    |
| If That Ain't a Reason                   | 1971  | R&B #41                    |
| That's What Love Will Make You Do        | 1972  | R&B #9, U.S. #59           |
| What It Is                               | 1973  | R&B #51                    |
| Behind Closed Doors                      | 1974  | R&B #31                    |
| Tin Pan Alley                            | 1974  | R&B #51                    |
| Let Me Back In                           | 1974  | R&B #38                    |
| If You Talk In Your Sleep                | 1975  | R&B #34                    |
| Friend of Mine                           | 1976  | R&B #15                    |
| Baby, It Ain't No Way                    | 1977  | R&B #94                    |
| Loving You                               | 1977  | R&B #47                    |
| Just One Step                            | 1977  | R&B #59                    |
| Age Ain't Nothin' But a Number           | 1983  | R&B #89                    |

### Participations
- Avec Jackie Ross : Take the Weight Off Me (Grapevine) ; cinq duo avec Ross.
- Avec Albert King et Chico Hamilton : Montreux Festival (Stax 1974)
- Vanthology: Tribute to Van Morrison (Evidence 2004)  Milton reprend Tupelo Honey de Van Morrison.
- Avec Jean-Jacques Milteau : Memphis (Sunnyside) ; Little Milton chante If You Love Someone Set Them Free de Sting.
- Avec E. C. Scott : The Other Side of Me (Black Bud) ; il chante deux duo avec Scott.
- Avec Gov't Mule : The Deep End Volume 1. ; Milton chante Soulshine avec Warren Haynes.
- Avec Willie Dixon : The Chess Box set ; Milton joue I Can't Quit You Baby.
- Avec Gov't Mule : album live Mulennium (triple CD, quadruple vinyl, 2010, Evil Teen) enregistré le 31 décembre 1999 au Roxy Theatre, Atlanta.

## Citation
« Any category they want to put me in is fine with me as long as they accept what I do. »

— Little Milton